# Sint-Bonifatiuskerk (Almere)
De Sint-Bonifatiuskerk is een katholieke kerk in Almere en de parochiekerk van de aldaar gevestigde Sint Bonifatiusparochie.
Het kerkgebouw opende in 2021 en werd op een later moment geconsacreerd door de bisschop van Haarlem-Amsterdam mgr. Jan Hendriks. De uitgestelde kerkwijding had te maken met de beperkende coronamaatregelen. Het kerkgebouw is de eerste specifiek voor de katholieke eredienst gebouwde kerk in Almere. Hiervoor kerkten de katholieke inwoners van de stad in drie oecumenische kerkgebouwen in de stad: De Lichtboog, de Goede Rede en de Drieklank.
De kerk is gebouwd in de stijl van de Bossche school en is een driebeukige basiliek met lichtbeuk. 
Kenmerkend in het, verder sobere, interieur is een fries van 72 meter lang van Théodore Stravinsky met scene’s uit het leven van Christus geschilderd in 1968. Dit kunstwerk komt uit de Sint-Willibrorduskerk in Almelo die een zelfde bouwstijl kende en gesloopt is in 2005. In de Sint-Bonifatiuskerk heeft het werk een nieuwe plaats gekregen.
Eerst bij decreet van 30 november 2024 van het Dicasterie voor de Bisschoppen is de  parochie van de Bonifatiuskerk definitief ingedeeld bij het bisdom Haarlem-Amsterdam.

Almere en de omliggende gebieden van de Noordoostpolder, Oostelijk Flevoland en Zuidelijk Flevoland waren sinds de inpoldering officieel ingedeeld in een zogenaamde apostolische administratie. In de praktijk was Almere al toegewezen aan het bisdom Haarlem-Amsterdam.

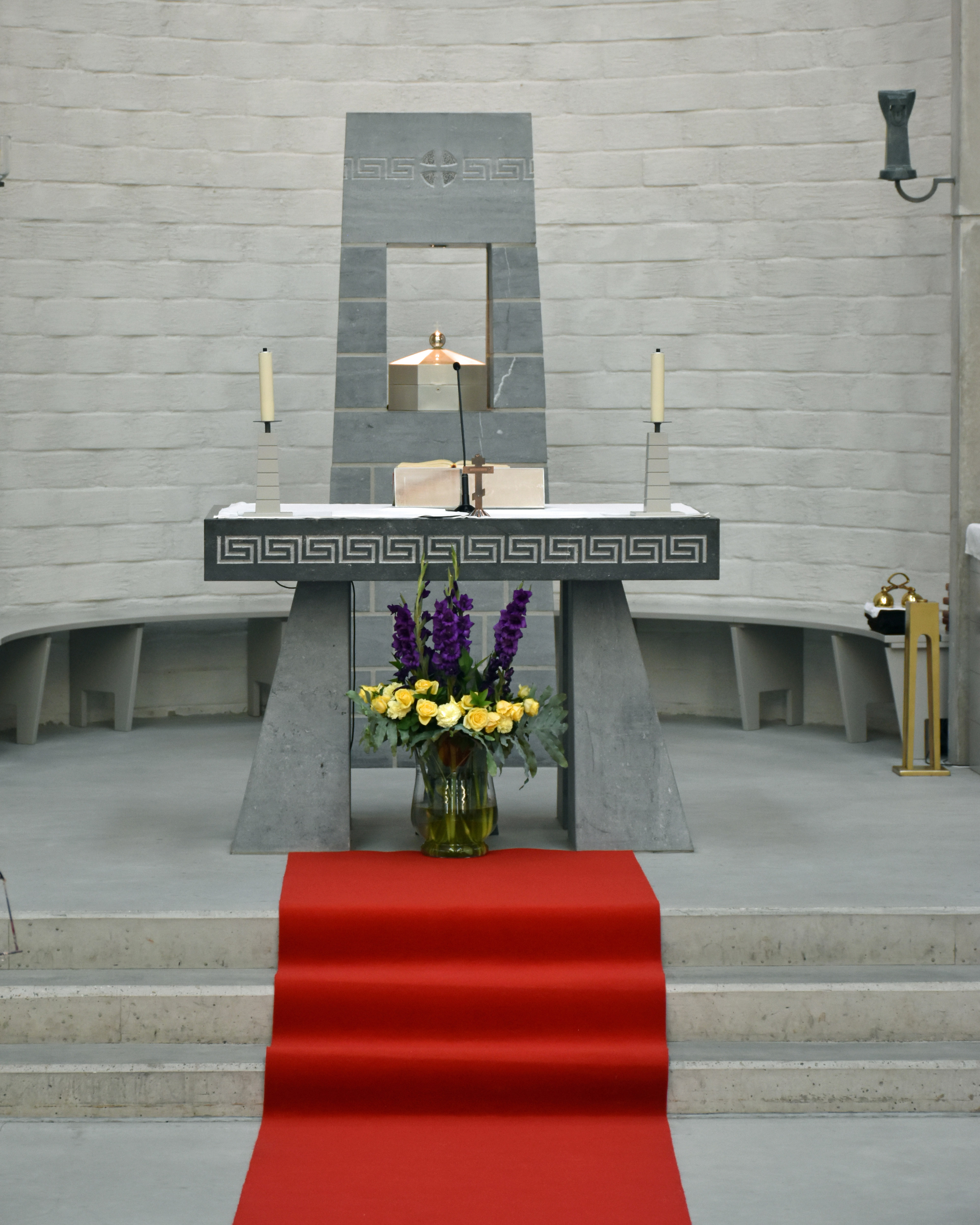
Liturgisch centrum
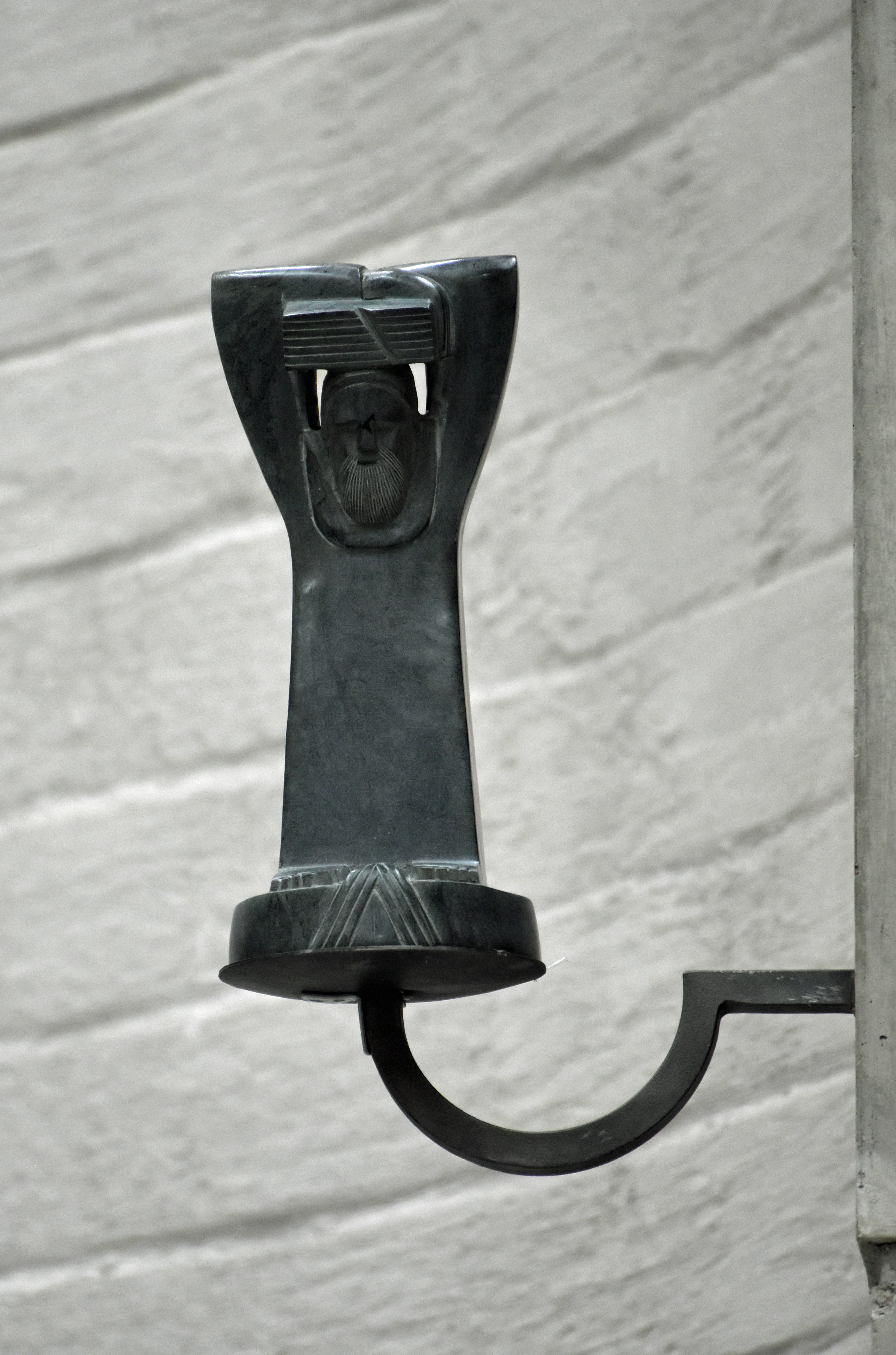
Beeldje St. Bonifatius
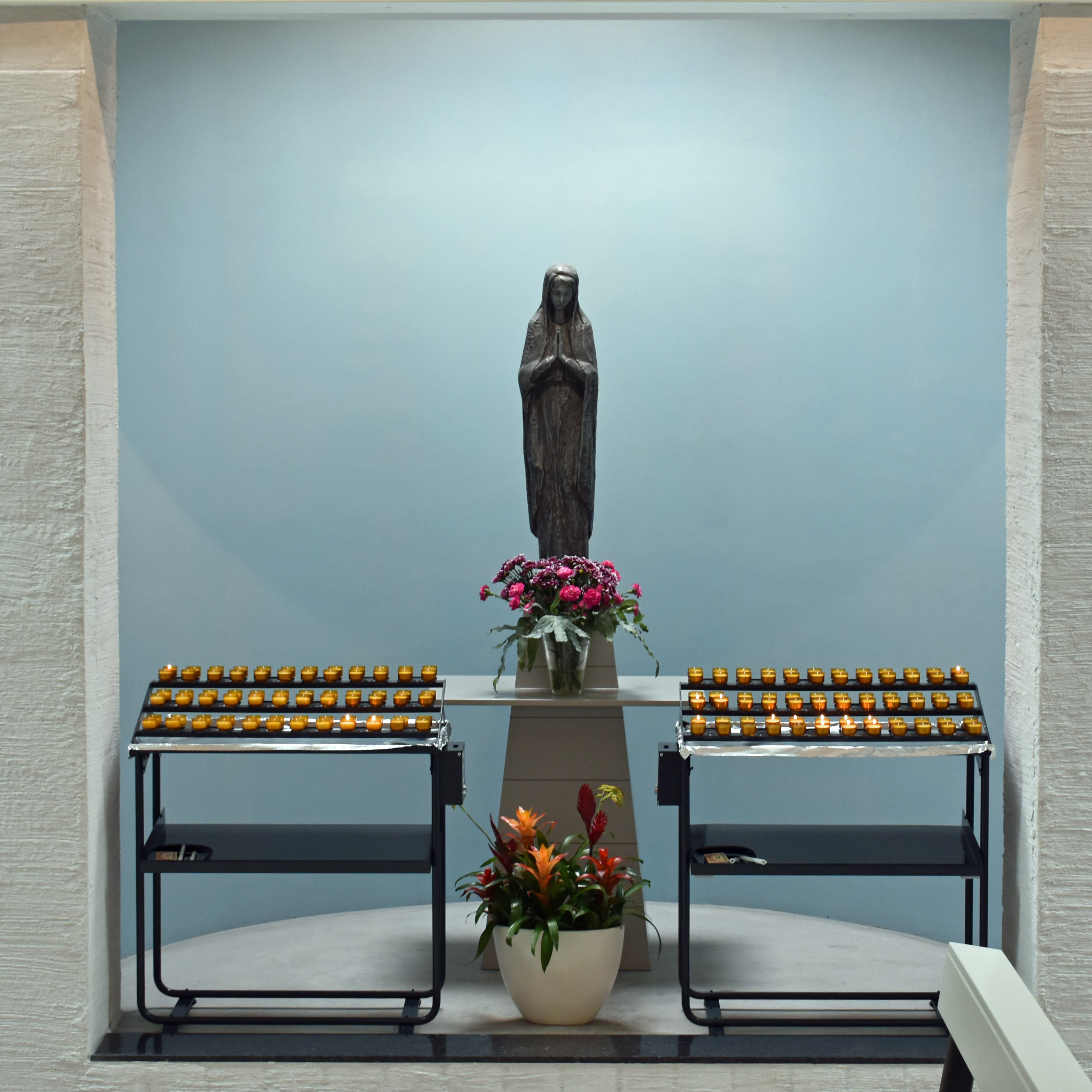
Marianis
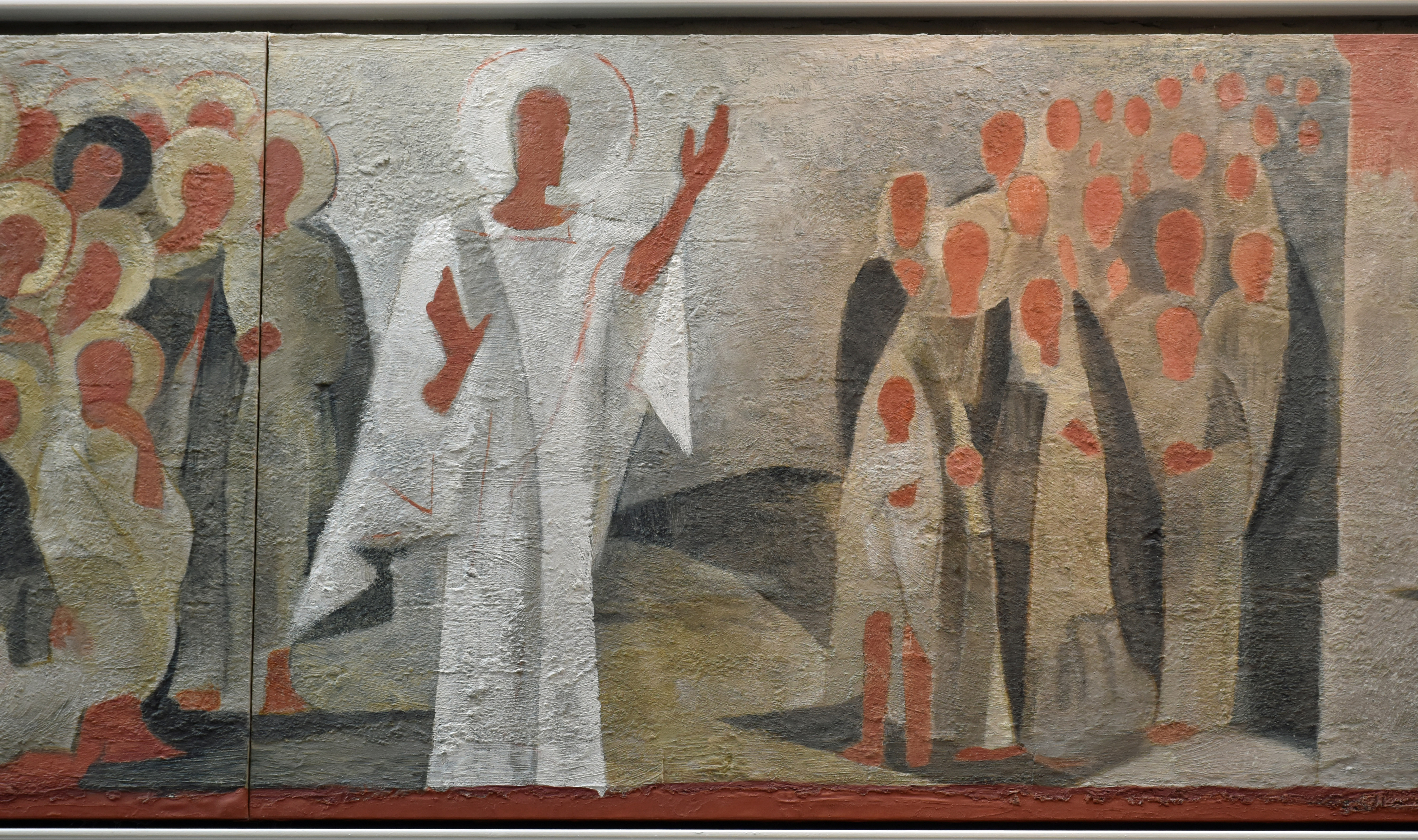
Een deel van de fries
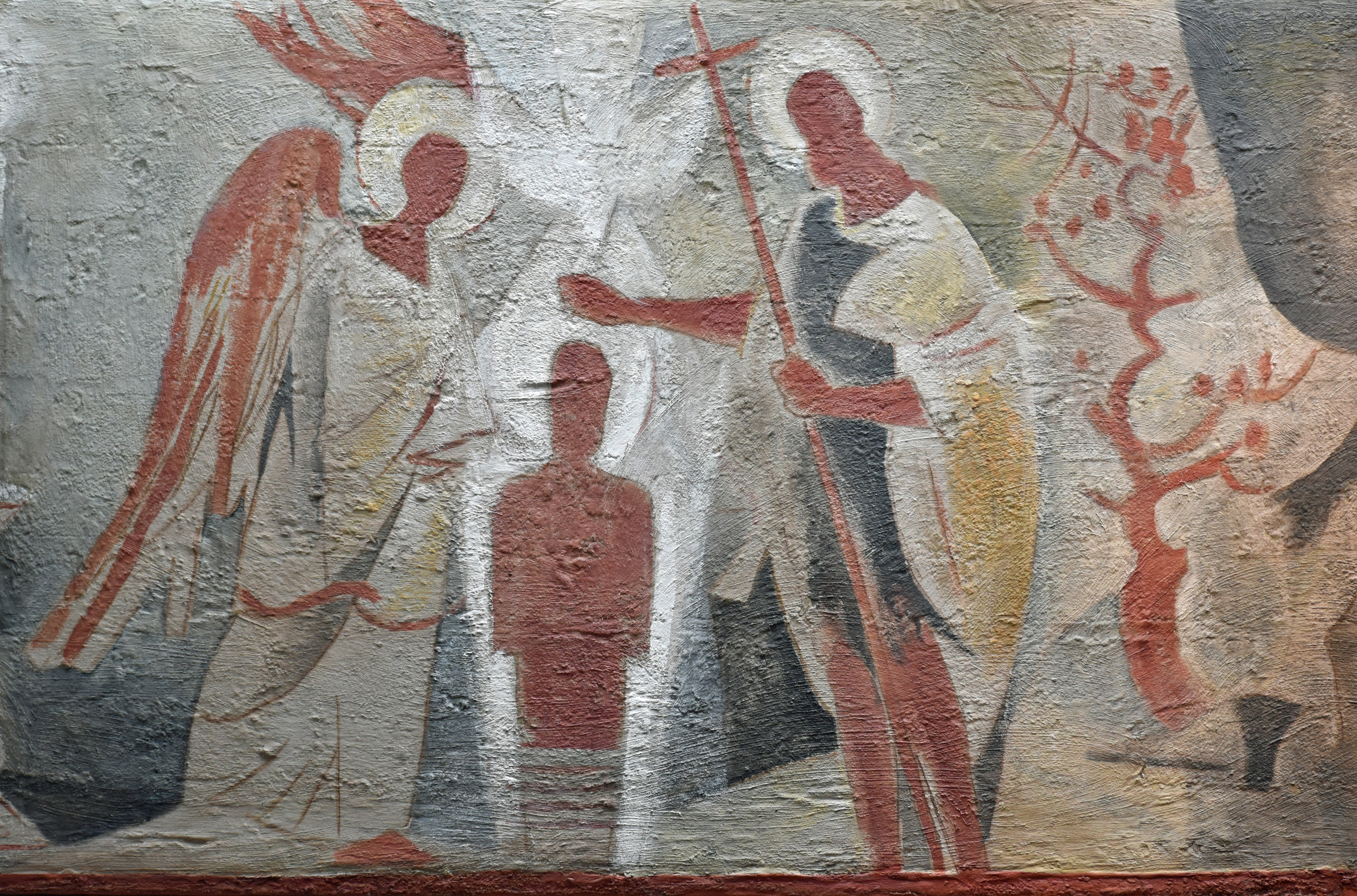
Een deel van de fries (doop van de Heer)